# Rodox
Rodox foi uma banda brasileira de hardcore punk e nu metal formada em 2002 em Brasília. Foi o segundo projeto musical de sucesso liderado por Rodolfo Abrantes, antigo líder dos Raimundos.

## Biografia

### Carreira
Rodolfo, depois de sair dos Raimundos, no auge da carreira, ausentou-se por algum tempo do cenário musical. Muitos pensavam que ele não iria mais tocar, mas nesse período ele estava compondo, tocando e gravando hip hop junto ao DJ Bob (Daniel Scviero). Depois as músicas foram mudando de forma e Tom Capone foi chamado para produzir e tocar, para a bateria Fernando Schaefer (ex-Pavilhão 9 e Korzus). Em cinco dias, nasce Rodox. Para iniciar a turnê, se juntaram ao trio o experiente Patrick Laplan (Eskimo, Los Hermanos, Trêmula, Biquini Cavadão) no baixo, Marcus Ardanuy (irmão de Edu Ardanuy, guitarrista do Dr. Sin; ex-roadie dos Raimundos, Tork) na guitarra, e por fim Pedro Nogueira (atual Luxúria) na outra guitarra. A banda foi rotulada por alguns como rock cristão, em virtude da faixa que abre o CD, "Olhos Abertos" e também "Cego de Jericó". Mas nas faixas seguintes era possível ouvir hardcore/punk rock de todo tipo, nova-iorquino, estilo Skate, etc. No CD também existem reggaes pesados ("Continuar de pé"), baladas ("Quem tem coragem não finge"), hip hop com rock ("3 reis", dividida em três vocais, Rodolfo, o rapper Xis, e Marcelo Falcão, de O Rappa).
Rodox estava nascendo, com um estilo próprio e de grande qualidade, com todas as músicas compostas por Rodolfo. Rodox saiu em turnê, fazendo shows e atraindo fãs. O CD de estreia, batizado de Estreito, deu origem a quatro músicas de trabalho: "Olhos abertos", "Dia quente", "Quem tem coragem não finge" e "De uma só vez". Depois de vários shows bem aproveitados pela banda, e da gravação do segundo álbum homônimo, em 2003, veio a primeira triste notícia: Pedro Nogueira, o guitarrista da banda, anunciou sua saída do Rodox por diferenças musicais com o estilo da banda. Marcelo Magal, ex-guitarrista da banda Dick Vigarista, entra em seu lugar. Tudo parecia estabilizado, quando dias depois da saída de Pedro, Patrick Laplan anunciou também a sua saída do Rodox, afirmando estar insatisfeito com a gestão empresarial da banda. Rodox continuou com seus shows, com Marcelo e Marcus Ardanuy assumindo o baixo.
Com o passar do tempo houve muitos boatos no fórum da banda sobre uma possível reunião de Rodolfo e Canisso, que havia deixado os Raimundos. Os rumores se concretizaram e a nova música de trabalho, "Foi Bom Esperar", já contou com Canisso no clipe. O segundo álbum lançado foi Rodox em 2003.

### Fim da banda
Sábado, 7 de agosto de 2004, foi realizado o último show do Rodox, no Rock in Rio Café Salvador, na Bahia. Fontes informaram que lá pela quarta música Fernandão (que desde o início do show parecia irritado com algo) literalmente chutou a bateria, tendo a banda inteira saído do palco. O então vocalista da banda Rodolfo falou apenas "boa noite, obrigado" e saiu do palco deixando os fãs que foram conferir a banda que tinha mais de um ano que não tocava na cidade sem entender o que estava acontecendo. O baterista retornou algum tempo depois para pedir desculpas e comunicar que tudo estava acabado. No dia seguinte, apareceu no fórum da banda mensagem creditada ao baterista Fernandão falando sobre o fim da banda e o seu relacionamento com Rodolfo. Comentando o fim da banda Rodox, que havia anunciado há alguns dias, Rodolfo publicou uma mensagem falando sobre o preconceito de rotular a banda como gospel, e que além disso, buscou nos integrantes mostrar o caminho de Deus, sem sucesso. Ainda agradeceu a todos os fãs que o seguiram na jornada dentro do Rodox. E terminou o texto com a frase: "A vida continua e quem está na linha vai seguir."

### Terceiro disco
Em 2004, o Rodox estava em estúdio trabalhando no terceiro álbum, que nunca foi concluído, existem boatos, que surgiram através de uma entrevista com o Rodolfo Abrantes, em que ele diz ter colocado vocais em 2 músicas, inclusive informando aos fãs que pedissem com jeitinho ao Fernandão, que ele as liberaria. Fernando Schaefer negou a informação, falando que apenas os instrumentais estavam prontos, e em pouco tempo criou a proposta de aproveitá-los com um novo vocalista, que seria escolhido através de um concurso em sua página do myspace, o que acabou não acontecendo.

### Atualmente
Rodolfo Abrantes atualmente é missionário e frequenta a igreja MEVAM, sai em viagens por igrejas compartilhando a sua história. Pela Bola Music, selo pertencente à Igreja Bola de Neve, lançou 4 discos-solo: Santidade ao Senhor (2006), Enquanto é Dia (2007), Ao Vivo (2010)  que conta com músicas dos seus discos anteriores, e R.A.B.T. Rompendo as barreiras do Templo (2012).
Patrick Laplan lançou dois projetos autorais (Eskimo com o disco F.I.B., e dois EPs com a 2BUNK), e produziu trabalhos dos artistas Gabriel Ventura, Saudade, Duda Beat (co-produção), Ambivalente, El Efecto, Sound Bullet, João Capdeville, R.Sigma, Fleeting Circus, Planar, dentre outros. Foi músico convidado do Biquini Cavadão de 2001 ao fim de 2008, e foi membro dos projetos Trêmula (com Peu Souza) e Real Imaginário.
Pedro Nogueira integrou a banda Luxúria, trabalhou na gravação do segundo disco da banda, mas como o disco não saiu, acabou acompanhando a vocalista Meg Stock em carreira solo e hoje integra a banda Helga.
Marcus Ardanuy está atualmente na banda Tork.
Marcelo Magal, logo depois do fim do Rodox, entrou para banda O Surto. Em 2006 lançou o disco De Onde foi que paramos mesmo?, no qual teve oportunidade de coproduzir. Por divergências de opinião acabou deixando a banda em 2008. Montou seu estúdio e se integrou na produtora Cinderellas onde realiza trabalhos como produtor. No mesmo ano foi convidado para produzir o segundo DVD do Biquini Cavadão (80 Vol. II). Em 2009, foi convidado para tocar nos shows do Biquini, só que dessa vez como baixista.
Fernando Schaefer voltou a integrar suas bandas Treta e Pavilhão 9, depois montou a banda Endrah e atualmente participa das bandas Paura e Worst.
Canisso retornou ao Raimundos, além de fazer parte do projeto Rockafellas, com Jean Dolabella (ex-baterista do Sepultura), Marcão (ex-guitarrista do Charlie Brown Jr.) e Paul Di'Anno (ex-vocalista do Iron Maiden). Faleceu em 13 de março de 2023, aos 57 anos, vítima de infarto.
DJ Bob faleceu na madrugada do dia 06 de janeiro de 2022. A causa da morte não foi divulgada.

## Integrantes

### Última formação
- Rodolfo Abrantes - vocal, guitarra, violão (2002-2004)
- Marcus Ardanuy - guitarra (2002-2004), baixo (2003)
- Marcelo Magal - guitarra, backing vocal (2003-2004)
- Canisso - baixo elétrico (2003-2004), falecido em 2023
- Fernando Schaefer - bateria (2002-2004)
- DJ Bob - picape, teclado, programações (2002-2004), falecido em 2022

### Ex-integrantes
- Pedro Nogueira - guitarra (2002-2003)
- Patrick Laplan - baixo, backing vocal, guitarra (2002-2003)

## Discografia
Álbuns de estúdio
- Estreito (2002)
- Rodox (2003)

Álbum ao vivo
- Rodox Ao Vivo em Curitiba (2004)

## Videografia
- Dia Quente
- Quem Tem Coragem Não Finge
- Olhos Abertos
- De Uma Só Vez
- De Costas Para o Mar
- Foi Bom Esperar
- Segue a Linha